# کاکائو تاک
کاکائو تاک (به انگلیسی: KakaoTalk) (به کره‌ای: 카카오톡) یک برنامهٔ کاربردی پیام‌رسانی رایگان برای تلفن‌های همراه است. این برنامه در ۱۸ مارس ۲۰۱۰ راه‌اندازی شد و هم‌اکنون در آی‌اواس، مک اواس، اندروید، ویندوز فون، بادا، بلک بری، ویندوز و نوکیا آشا در دسترس است. کاکائو تاک هم‌اکنون ۱۴۰ میلیون کاربر دارد و در ۱۵ زبان در دسترس است. در کره جنوبی ۹۳٪ از دارندگان تلفن هوشمند از این نرم‌افزار بهره می‌برند. این اپلیکیشن در ایران فیلتر شده‌است. 
کاکائو شرکت پشت پرده کاکائو تاک (پلتفرم و اپلیکیشن پرچمدار آن) است و در سال ۲۰۱۰ توسط کیم بام-سو، مدیرعامل سابق شرکت NHN (بنیانگذار هانگام که برای ایجاد NHN با ناور.کام ادغام شد) راه‌اندازی شد. این شرکت در سئول، کره جنوبی، واقع شده و ژا-بئوم لی و سیرگو لی مدیرعاملان فعلی آن هستند. در سال ۲۰۱۳، شرکت کاکائو از طریق بازی، محتوای دیجیتال، تجارت همراه و کانال‌های بازاریابی برای برندها و افراد مشهور خود، تقریباً ۲۰۰ میلیون دلار درآمد کسب کرد.
این شرکت در بازار اندروید گوگل به عنوان توسعه‌دهنده برتر شناخته شده و Cnet آن را به عنوان اپلیکیشن ارسال پیامک رایگان شماره یک انتخاب کرده‌است. در دسامبر ۲۰۱۳، کاکائو نیز سومین ناشر برتر دنیا بود. این شرکت ناشر اول آی‌اواس و گوگل پلی در کره جنوبی و کاکائو تاک اپلیکیشن اول آی‌اواس و گوگل پلی است. کاکائو تاک برای دریافت جایزه نوآورانه‌ترین اپلیکیشن همراه در گلوبال موبایل آواردز ۲۰۱۴ نامزد شده بود. این شرکت با خرید شرکت دام کامیونیکیشن موافقت کرد تا در وقت و هزینه‌ها صرفه‌جویی کند و به سرعت توسعه یابد.
مجموعه کامل اپلیکیشن‌های شرکت کاکائو عبارتند از: کاکائو تاک، کاکائو استوری، کاکائو تاکسی، کاکائو اکانت، کاکائو مپ، کاکائو درایور، کاکائو باس، کاکائو موزیک، کاکائو موسیقی، کاکائو گروپ، کاکائو هوم، کاکائو پلیس، کاکائو آلبوم، کاکائو پیج، کاکائو استایل، و کاکائو آجیت.[۴]
در ۲۶ مه ۲۰۱۴، شرکت کاکائو اعلام کرد که تصمیم گرفته با شرکت دام کامیونیکیشن ادغام شود. وقتی این دو شرکت با هم ترکیب شدند، انتظار می‌رفت یک ابرقدرت جدید فناوری به وجود آید و ۲٫۹ میلیارد دلار سرمایه بازار را کسب کند. در ۱۰ مارس ۲۰۱۵، دام کاکائو خدمات کاکائو تاکسی خود را راه‌اندازی کرد که به کاربران امکان می‌داد با استفاده از اپلیکیشن کاکائو تاک برای گرفتن تاکسی تماس گرفته شود. به لطف شرکت‌های تاکسی متعدد که با این خدمات همکاری کردند، در طول ۸ ماه پس از راه‌اندازی این خدمات، حدود ۶۰۰هزار مصرف‌کننده تاکسی در هر روز از این خدمات استفاده می‌کردند.
کاکائو تاک، یک اپلیکیشن پیام‌رسان همراه و رایگان برای تلفن‌های هوشمند، برای اولین بار آماری از سود خود را در سال ۲۰۱۲ به مبلغ ۴۲ میلیون دلار و در سال ۲۰۱۳ مبلغ ۲۰۰ میلیون دلار منتشر کرد. ۹۳ درصد از جمعیت کره جنوبی از کاکائو تاک استفاده می‌کردند و در نتیجه این شرکت طیف وسیعی از خدمات اعم از بازی و تجارت خرده‌فروشی را به کاربران ارائه می‌داد.
به علاوه این شرکت سیستم شبکه‌سازی اجتماعی خود را از طریق معرفی کاکائو استوری، یک اپلیکیشن اشتراک‌گذاری عکس همراه، توسعه داد. کاکائو استایل نیز یک اپلیکیشن خرده‌فروشی مد بود.
در سال ۲۰۱۲، درآمد کاکائو تاک ۴۲ میلیون دلار بود که ۶۷٫۵درصد آن به بازی، ۲۶٫۲درصد به تبلیغات و ۶٫۳درصد به فروش شکلک‌ها (ایموجی) اختصاص داشت. بزرگ‌ترین بخش درآمدزای این شرکت بازی بود زیرا شبکه اجتماعی وسیع کاکائو تاک در کشور میزبان استفاده می‌شد. شیوه تبلیغات برند کاکائو تاک را در کانال‌های تبلیغاتی به نام پلاس فرند می‌توان دید که در آن کاربران می‌توانند یک برند را به عنوان دوست خود در این پیام‌رسان اضافه کنند. کاربران محتوا را از برندها یا مشاهیر به عنوان یک پیام شخصی دریافت خواهند کرد تا تبلیغات بنری. شرکت‌ها در ازای ایجاد حساب مبلغی را به کاکائو پرداخت می‌کنند. سومین منبع اصلی درآمد این شرکت ایموجی‌های پولی است که هر یک با مبلغ ۲ تا ۳ دلار به فروش می‌رسند.
خیرا کاکائو تاک یک خدمات ایموجی جدید منتشر کرده‌است. در سپتامبر ۲۰۱۵ این شرکت وارد بازار پیام‌رسانی شرکتی شد و کاکائو الیم‌تاک را راه‌اندازی کرد که به شرکت‌ها امکان می‌دهد بدون نیاز به افزودن گیرنده به عنوان دوست خود در کاکائوتاک پیام‌های حجیم را ارسال کنند.

## ویژگی‌ها
- تماس و پیام رایگان (از راه پیوند اینترنتی هر دو سویه)
- دارای بیش از۲۵۰ شکلک
- برقراری پیوند با پلتفرم‌های گوناگون
- دارای فیلترهای صدای Talking Tom & Talking Ben
- مجهز به سیستم ساده walkie talkie
- بازی‌های رایگان همراه
- به اشتراک گذاری تصاویر، ویدیوها و شماره تلفن‌ها
- چت گروهی با شمار نامحدودی از دوستان
- شخصی‌سازی و ساخت پوسته دلخواه
- پشتیبانی گسترده برنامه‌نویسان از این برنامه
- بدون آگهی
- پشتیبانی از ۱۵ زبان
- کدگذاری همه داده‌ها